# 白斑凤尾蕨
白斑凤尾蕨（学名：Pteris grevilleana var. ornata）为凤尾蕨科凤尾蕨属下的一个变种。

## 扩展阅读
- 維基物種上的相關：白斑凤尾蕨